# Suko Rejo
Suko Rejo is een bestuurslaag in het regentschap Merangin van de provincie Jambi, Indonesië. Suko Rejo telt 1282 inwoners (volkstelling 2010).